# Kjell Askildsen
Kjell Askildsen (ur. 30 września 1929 w Mandal, zm. 23 września 2021) – norweski pisarz.
Pochodził z rodziny związanej ze środowiskiem religijnym. W 1949 roku rozpoczął studia na uniwersytecie w Oslo, jednak już rok później z nich zrezygnował. Zadebiutował w 1953 zbiorem opowiadań Heretter følger jeg deg helt hjem. Uważa się go za jednego z największych norweskich i skandynawskich nowelistów. Każdy ze swoich tekstów pisarz cyzeluje bardzo długo, by pozostawić jedynie to, co najistotniejsze. Książki Askildsena cechuje prosty, ale niesłychanie precyzyjny język i oszczędne użycie literackich obrazowań. Jego książki przetłumaczono na wiele języków, w tym również na język polski.
Był laureatem wielu nagród literackich. Był dwukrotnie żonaty: w latach 1951–1968 z Edith Dorotheą Mathiesen i od 1992 do śmierci z Giną Giertsen.
Zmarł 23 września 2021.

## Utwory
- Heretter følger jeg deg helt hjem (opowiadania), 1953
- Herr Leonhard Leonhard (powieść), 1955
- Davids bror (powieść), 1957
- Kulisser (opowiadania), 1966
- Omgivelser (powieść), 1969
- Kjære, kjære Oluf (powieść), 1974
- Hverdag (powieść), 1976
- Ingenting for ingenting (opowiadania), 1982
- Thomas F´s siste nedtegnelser til almenheten (opowiadania), 1983, pierwsze tłum. polskie Tomasza F. ostatnie zapiski dla ludności, 2000 ; drugie tłum. polskie Ostatnie zapiski Thomasa F. dla ogółu, 2024.
- En plutselig frigjørende tanke (opowiadania), 1987
- Et stort øde landskap (opowiadania), 1991
- Hundene i Tessaloniki (opowiadania), 1996
- Samlede noveller (opowiadania), 1999
- Alt som før (wybór opowiadań), 2005